# Zanclidae
Zanclidae är en familj i underordningen kirurgfisklika fiskar. Familjen är monotypisk och innehåller således endast ett släkte, Zanclus. Detta är i sin tur också monotypiskt, och omfattar endast arten hornfisk (Zanclus cornutus). Det engelska namnet "Moorish idol" lär komma från att morerna (eng. Moors) i Afrika ansåg att den kom med glädje.

## Etymologi
Namnet Zanclidae kommer av grekiska ζἀγκλη (zagkios), som betyder 'skev', 'ej rätvinklig'.

## Zanclus cornutusi fångenskap
Denna vackra fisk är extremt svår att hålla som akvariefisk, då de flesta exemplaren matvägrar. På grund av den höga dödligheten i fångenskap rekommenderas därför att den inte hålles i akvarium. Istället rekommenderas den snarlika, men betydligt mer lättskötta, långfenade vimpelfisken (Heniochus acuminatus).  